# Great American Novel

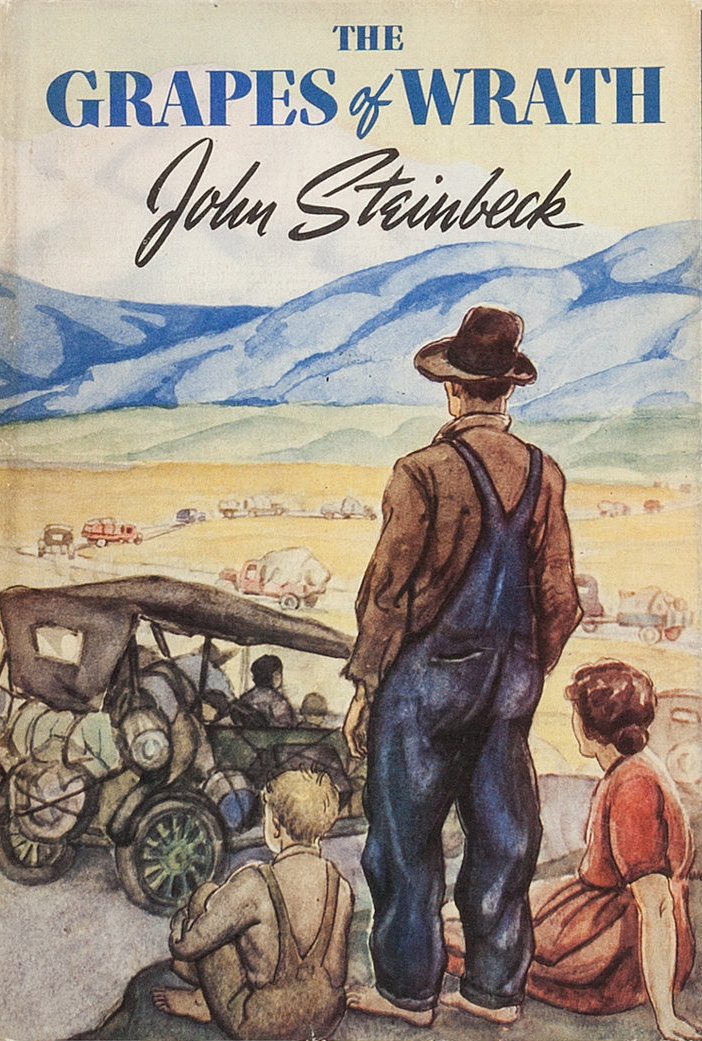
The Grapes of Wrath (cover, 1939)

Great American Novel (Nederlands de "Grote Amerikaanse Roman") is een in de Amerikaanse literatuur gebruikte arbitraire term voor een ideale Amerikaanse roman die de essentie van de Amerikaanse ziel weet weer te geven. Het eerste bekende gebruik van deze benaming stamt uit 1867. Copywriters bij Sheldon and Company, een New Yorkse uitgever, wilden Rebecca Harding Davis' roman Waiting for the Verdict promoten en kwamen op het idee om haar boek in een advertentie The Great American Novel te noemen.
In de Nederlandstalige literatuur werd Great Dutch Novel als begrip gelanceerd door onder meer Joost Zwagerman. Geconstateerd werd dat deze term voor een grote ambitieuze sociale roman "die alle lagen van de bevolking representeert, die onversaagd een greep naar de familiale, economische en politieke werkelijkheid doet" in Nederland nauwelijks toepasbaar is, maar dat in Vlaanderen Louis Paul Boon met De Kapellekensbaan en Hugo Claus met Het verdriet van België wel degelijk natie-omvattende, sociaal gewortelde boeken geschreven hebben.

## Voorbeelden
Vele werken zijn bestempeld als Great American Novels. De volgende titels worden vaak genoemd:

### 19e eeuw
- 1826: James Fenimore Cooper: The Last of the Mohicans
- 1850: Nathaniel Hawthorne: The Scarlet Letter
- 1851: Herman Melville: Moby Dick
- 1852: Harriet Beecher Stowe: Uncle Tom's Cabin
- 1884: Mark Twain: Adventures of Huckleberry Finn

### 20e eeuw
- 1925: F. Scott Fitzgerald: The Great Gatsby
- 1925: Theodore Dreiser: An American Tragedy
- 1929: William Faulkner: The Sound and the Fury
- 1932: William Faulkner: Light in August
- 1936: William Faulkner: Absalom, Absalom!
- 1936: Margaret Mitchell: Gone With the Wind
- 1938: John Dos Passos: U.S.A. trilogy
- 1939: John Steinbeck: The Grapes of Wrath
- 1940: Richard Wright: Native Son
- 1951: J.D. Salinger: The Catcher in the Rye
- 1952: Ralph Ellison: Invisible Man
- 1953: Saul Bellow: The Adventures of Augie March
- 1955: Vladimir Nabokov: Lolita
- 1960: Harper Lee: To Kill a Mockingbird
- 1960: John Updike: Rabbit, Run
- 1961: Joseph Heller: Catch-22
- 1966: Truman Capote: In Cold Blood
- 1969: Kurt Vonnegut: Slaughterhouse-Five
- 1973: Thomas Pynchon: Gravity's Rainbow
- 1975: William Gaddis: J R
- 1985: Cormac McCarthy: Blood Meridian, or the Evening Redness in the West
- 1985: Larry McMurtry: Lonesome Dove
- 1987: Toni Morrison: Beloved
- 1996: David Foster Wallace: Infinite Jest
- 1997: Thomas Pynchon: Mason & Dixon
- 1997: Philip Roth: American Pastoral
- 1997: Don DeLillo: Underworld

### 21e eeuw
- 2010: Jonathan Franzen: Freedom
- 2012: Michael Chabon: Telegraph Avenue